# Setarches
Setarches is een geslacht van straalvinnige vissen uit de familie van schorpioenvissen (Setarchidae).

## Soorten
- Setarches guentheri Johnson, 1862
- Setarches longimanus (Alcock, 1894)
- Setarches armata (Fowler, 1938)